# Amazoneura westfalli
Amazoneura westfalli är en trollsländeart som först beskrevs av Machado 2001.  Amazoneura westfalli ingår i släktet Amazoneura och familjen Protoneuridae. Inga underarter finns listade i Catalogue of Life.